# Бич колдунов

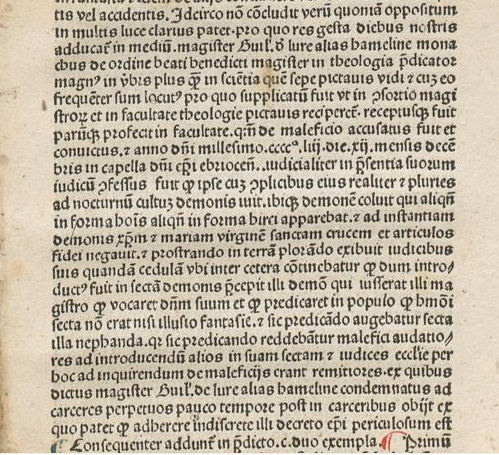
Раздел трактата Пьера Мамори, посвящённый истории доктора богословия, августинца Гийома Эделина

«Бич колдунов» (лат. Flagellum maleficorum) — трактат по демонологии Пьера Мамори, доктора теологии и профессора университета Пуатье, созданный им в 1460—1462 годах. Впервые опубликован около 1490 года. Посвящён епископу Сента Луи де Рошешуару, по просьбе которого и был написан. Один из первых французских трактатов, посвящённых колдовству. Предшественниками Мамори во Франции были инквизитор Каркасона Жан Вине («Трактат против призывающих демонов») и инквизитор Лилля Николя Жакье («Бич еретиков-чародеев»). Среди других подобных работ выделяется тем, что автор связывает распространение ведовства с пагубным влиянием англичан и других «варваров» во время серии конфликтов, впоследствии известных как Столетняя война. Об этом заявлено уже в самом начале работы: «Многие знатные люди — как со стороны французов, так и со стороны англичан — пролили свою кровь в военных сражениях. Иностранцы и варвары, языка и нравов которых [мы] не знали, были взбудоражены [возможностью] участвовать в этих битвах, но не для того, чтобы оказать помощь своим союзникам, а для того, чтобы безостановочно грабить [французские] города и сёла. Эти воины были знакомы с колдовством и заклинаниями, которые, согласно поэтам и ораторам, широко применялись язычниками. Они научили [пользоваться] ими французов, до нашествия [этих чужестранцев] незнакомых с подобными магическими практиками. Вот почему во Франции на протяжении уже почти ста лет люди обоего пола творят неописуемые и ужасные злодеяния».
На основании сохранившихся источников известно, что Пьер Мамори был свидетелем войны между Англией и Францией. Он был выпускником университета Пуатье, в 1456 году получил в нём должность профессора теологии и преподавал там как минимум до 1463 года. «Бич колдунов» изобилует ссылками на множество источников (античные авторы, библейские комментаторы, теологи). Особое место среди них занимают комментарии на «Сентенции» католического богослова Петра Ломбардского французского теолога Жираля Ота (1285—1349), что Мамори особо отметил в своём трактате. В своей классификации он привёл описание 30 видов колдовства, которые объединил в девять групп. Основой его деления стал принцип влияния на человека: взгляд; заклинание; письменный заговор; использование амулетов; отравление ядами; жертвоприношение демонам; создание посредством письма знаков и символов; изображение человека; иллюзии. Из работы Ота заимствованы и категории способов гадания: предсказания, сделанные с привлечением помощи демонов, и по знакам и символам (например, ауспиция, геомантия, астрология, хиромантия и др.). В свою очередь и Ота, и Мамори основывались на знаменитой средневековой универсальной энциклопедии «Этимологии» Исидора Севильского, однако оба французских теолога существенно расширили список магических «искусств», представленных у их предшественника. Медиевист Ольга Тогоева отмечала, что несмотря на значительное влияние демонологической традиции, Мамори сделал оригинальное толкование для своего времени, так как «любое из подобных умений оказывалось у него связано с влиянием Нечистого, с его непосредственным участием во всех злодеяниях, творимых ведьмами и колдунами».
Красной нитью через весь трактат проходит мысль о том, что колдовская секта — это не просто злая пародия на церковные ритуалы, а организованная группа во главе с правителем, причём у каждого участника имеется строго очерченная специализация. Историк Мартина Остореро (Martine Ostorero) расценила созданную Мамори классификацию иерархии, профессиональной специализации членов колдовского сообщества, как крайне редкую для европейской демонологической традиции эпохи позднего Средневековья и раннего Нового времени. Однако именно такой подход автора Flagellum maleficorum стал со временем применяться у его французских последователей, причём и у самого известного их представителя — Жана Бодена.